# Vicia kokanica
Vicia kokanica är en ärtväxtart som beskrevs av Eduard August von Regel och Johannes Theodor Schmalhausen. Vicia kokanica ingår i släktet vickrar, och familjen ärtväxter. Inga underarter finns listade i Catalogue of Life.